# Demokracja Bezpośrednia (Partei)
Demokracja Bezpośrednia (deutsch: Direkte Demokratie, kurz DB) ist eine politische Partei in Polen, die sich im Zuge der Proteste gegen das Abkommen ACTA im März 2012 formierte und im November desselben Jahres als Partei registriert wurde. Sie ist eine Themenpartei, die ihre Aufgabe darin sieht, Prinzipien der direkten Demokratie, wie beispielsweise Referenden, Initiativverfahren und Recalls, im politischen System Polens zu implementieren. Vor diesem Hintergrund nimmt die DB keine Stellung zu gesellschaftlichen oder wirtschaftlichen Fragen ein und eint damit Personen mit verschiedenen politischen Überzeugungen. Zu weiteren thematischen Schwerpunkten zählen unter anderem Meinungsfreiheit und Stärkung der regionalen Selbstverwaltungen.
Bei den Präsidentschaftswahlen 2015 kandidierte Paweł Tanajno für die DB und erzielte 29.785 Stimmen, was 0,2 Prozent entsprach. Wenige Monate später, während der Parlamentswahlen 2015, starteten fünf Kandidaten erfolglos von Listenplätzen der Kukiz-Bewegung.